# Hoàn Nhan Trần Hòa Thượng
Hoàn Nhan Di (chữ Hán: 完顏彝, 1192 – 1232), tự Lương Tá, tên Nữ Chân là Trần Hòa Thượng (陈和尚), người Phong Châu , tướng lãnh kháng Mông cuối đời Kim. Vì ông quen dùng tên Nữ Chân, nên sử cũ cũng gọi như vậy.

## Đào thoát về nam
Trần Hòa Thượng có họ hàng xa với hoàng thất nhà Kim, là hậu duệ của Tiêu vương . Cha là Khất Ca, trong niên hiệu Thái Hòa thời Kim Chương Tông tham gia đánh Nam Tống, nhờ công được thụ Đồng tri Giai Châu quân sự; về sau quân Tống giành lại Giai Châu, Khất Ca tử trận ở sông Gia Lăng. Trong niên hiệu Trinh Hữu đầu thời Kim Tuyên Tông, Phong Châu thất thủ, Trần Hòa Thượng mới ngoài 20 tuổi, bị quân Mông Cổ bắt làm tù binh, rất được chủ soái yêu mến, đặt ở dưới trướng. Khi ấy mẹ của Trần Hòa Thượng còn ở Phong Châu, được anh họ là An Bình đô úy Tà Liệt phụng dưỡng rất kính cẩn. Trần Hòa Thượng ở phương bắc hơn 1 năm, lấy cớ thăm mẹ, xin về. Chủ soái Mông Cổ cho lính đi theo giám sát; đến Phong Châu, Trần Hòa Thượng cùng Tà Liệt giết lính giám sát. Bọn Trần Hòa Thượng cướp ngựa đưa mẹ của ông về nam, quân Mông Cổ phát hiện, họp kỵ binh đuổi theo; bọn họ nhờ đi đường khác mà chạy thoát. Bọn Trần Hòa Thượng mất ngựa, mẹ già không đi nổi, nên phải dùng xe kéo; anh em cùng kéo, vượt Hoàng Hà sang bờ nam, được Tuyên Tông khen ngợi.

## Siêng năng học tập
Tà Liệt nhờ thế quan  nên được thụ chức Đô thống, Trần Hòa Thượng qua khảo thí được bổ làm Hộ vệ, chưa lâu sau được chuyển làm Phụng ngự. Khi Tà Liệt làm Hành (tạm) Thọ , Tứ  nguyên soái phủ sự, tâu xin cho Trần Hòa Thượng đi theo, nên có chiếu sung ông làm Tuyên sai đề khống, được đeo Kim phù. Tà Liệt vời người Thái Nguyên là Vương Ác làm Kinh lịch, văn chương, nghị luận của Ác so với bậc danh nho đương thời là Lôi Uyên, Lý Hiến Năng có chỗ hơn chỗ kém, nên được mời làm Sư hữu. Trần Hòa Thượng tư chất thông minh, yêu thích văn sử, từ ngày làm cấm vệ, được mọi người đánh giá có học vấn như tú tài; đến nay Ác đem Hiếu kinh, Tiểu học (Lục kinh), Luận ngữ, Xuân Thu Tả thị truyện giải nghĩa thông suốt cho ông. Những lúc rỗi rãi trong quân, Trần Hòa Thượng đều làm văn, viết chữ hệt như kẻ sĩ nghiêm túc, mọi người quen với việc ấy.

## Vụ án Phương Thành
Năm Chánh Đại thứ 2 (1225), Tà Liệt mất chức soái, đổi làm Tổng lĩnh, đồn trú Phương Thành . Trần Hòa Thượng đi theo anh họ, trong quân có việc gì cũng được tham dự. Khi Tà Liệt có bệnh, trong quân có kẻ tên Lý Thái Hòa, cùng lính trấn phòng của Phương Thành là Cát Nghi Ông ẩu đả; Trần Hòa Thượng xử đoán việc này, cho rằng ngày thường Nghi Ông làm việc không ngay thẳng, bèn phạt đòn hắn ta. Nghi Ông vốn hung hãn, đến nay thì uất ức mà chết, dặn vợ báo thù. Vợ của Nghi Ông tố cáo lên triều đình Trần Hòa Thượng mượn công báo tư, giết chết chồng mình, còn tuyên bố đã chất củi ở phía nam cầu Long Tân, không báo được thù thì tự thiêu. Vì thế Trần Hòa Thượng bị hạ ngục, quan viên nghị án cho rằng ông nhân thời buổi chiến loạn, cậy vào binh oai để làm càn, đáng tội chết. Việc được tâu lên, nhưng Kim Ai Tông không quyết đoán. Trần Hòa Thượng chứa sách để đọc ở trong ngục, kéo dài đến 18 tháng. Tà Liệt khỏi bệnh, nhận chiếu đem quân tây tiến, vào triều từ biệt; hoàng đế thấy ông ta gầy yếu lắm, bèn hứa xá miễn cho Trần Hòa Thượng, nhưng đài quan can ngăn, nên chưa làm được. Ít lâu sau, Tà Liệt mất, Ai Tông lấy cớ đã hứa với Tà Liệt, quyết định phóng thích Trần Hòa Thượng, thừa nhận rằng mình đã bẻ cong pháp luật, khuyên nhủ ông ra sức vì nước. Trần Hòa Thượng dập đầu lạy tạ, chảy nước mắt không nói nên lời, mọi người đều cảm động.

## Liên tiếp lập công
Trần Hòa Thượng từ kẻ áo vải được lĩnh chức Tử Vi quân đô thống, sang năm được chuyển làm Trung Hiếu quân đề khống. Trung Hiếu quân bao gồm người các dân tộc Hồi Hột, Nãi Mãn (Nãi Man), Khương, Hồn cùng tù binh, kẻ tránh tội ở Trung Nguyên, tính ham gây xung đột, không tuân theo hiệu lệnh. Trần Hòa Thượng quản lý có phương pháp, ngồi một chỗ vẫn có thể điều động bọn họ tiến thoái chỉnh tề, đi qua địa phương không xâm phạm, cướp bóc, ghé vào phố xá không huyên náo, lộn xộn.
Năm thứ 5 (1228), quân Mông Cổ của Xích Lão Ôn xâm nhập Đại Xương nguyên , Bình chương Hợp Đạt hỏi ai có thể làm tiền phong, Trần Hòa Thượng bước ra xin nhận. Trần Hòa Thượng trước tiên tắm gội đổi áo, thần thái kiên định, khoác giáp lên ngựa không ngoái lại. Hôm ấy, Trần Hòa Thượng đem 400 kỵ binh phá 8000 quân địch, tướng sĩ hăng hái chiến đấu, người Kim đã 20 năm giao chiến với người Mông Cổ mới có trận thắng này. Trần Hòa Thượng được báo công đứng đầu, hoàng đế tự tay làm chiếu khen ngợi, thụ chức Định viễn đại tướng quân, Bình Lương phủ phán quan, thế tập mưu khắc. Chỉ sau 1 ngày, Trần Hòa Thượng đã nổi danh khắp nơi.
Trần Hòa Thượng mỗi khi chiến đấu luôn đi trước tướng sĩ, bệnh tật mưa gió không thay đổi, mọi người đều dựa vào ông. Năm thứ 6 (1229), đánh bại quân Mông Cổ của Sử Thiên Trạch ở Vệ Châu . Năm thứ 8 (1231), đánh bại quân Mông Cổ của Tốc Bất Đài ở Đảo Hồi cốc . Từ một tội đồ, Trần Hòa Thượng sau vài năm đã làm đến Ngự vũ trung lang tướng.

## Cái chết
Tháng giêng ÂL năm thứ 9 (1232), quân Kim đại bại ở Tam Phong Sơn , phó soái Di Lạt Bồ A một mình bỏ chạy. Trần Hòa Thượng theo Kim soái Hợp Đạt đem mấy trăm kỵ binh chạy vào Quân Châu . Quân Mông Cổ hãm thành, đôi bên giao chiến trong các ngõ hẻm. Trần Hòa Thượng ẩn nấp, thấy quân Kim gần như chết sạch, bèn bước ra nói rằng: "Ta là đại tướng nước Kim, có chuyện muốn nói." Vài kỵ binh Mông Cổ áp giải Trần Hòa Thượng đến trước trướng, Mông Cổ soái Đà Lôi hỏi tên họ, ông đáp: "Ta là Trung Hiếu quân tổng lĩnh Trần Hòa Thượng đây. Chiến thắng Đại Xương nguyên là ta, chiến thắng Vệ Châu cũng là ta, chiến thắng Đảo Hồi cốc cũng là ta đấy. Ta chết trong loạn quân, người khác sẽ nói ta phụ bạc nước nhà, ngày nay được chết rõ ràng, thiên hạ mới biết ta như thế nào!" Đà Lôi muốn ép hàng, Trần Hòa Thượng không chịu. Quân Mông Cổ kéo cẳng chân Trần Hòa Thượng ra mà đập gãy, cắt mép tận mang tai, thở phun ra máu, đến chết không dứt, rốt cục không hàng. Có tướng Mông Cổ cảm động, đổ rượu sữa ngựa mà khấn rằng: "Hảo nam tử, ngày sau tái sanh, mong ngươi gặp thời như ta."
Trần Hòa Thượng hưởng dương 41 tuổi. Tháng 6 ÂL năm ấy, có chiếu tặng Trần Hòa Thượng chức Trấn Nam quân tiết độ sứ, vẽ hình trong Bao Trung miếu, khắc đá ghi lại sự tích trung liệt của ông.

## Dật sự
Phó xu mật Di Lạt Bồ A không có tính thận trọng, quen thói 1 ngày đêm rong ruổi 200 dặm tìm chút lợi nhỏ, trong quân không ai dám can ngăn. Trần Hòa Thượng nói riêng với những người đồng cấp: "Phó xu lấy danh nghĩa đại tướng quân làm việc cướp bóc, hôm nay được 300 tù binh, ngày mai được 1 – 2000 bò, dê, sĩ tốt mệt đến tắt thở không đếm xuể. Nước nhà mấy năm tích góp, một sớm bị người này phá bỏ hết cả." Có người tố cáo với Bồ A. Ngày nọ, Bồ A đặt tiệc rượu hội họp chư tướng, đến lượt mời rượu Trần Hòa Thượng, Bồ A nói: "Ngươi từng phê bình ta, còn nói binh lực nước nhà bị ta hủy hoại hết, có phải không?" Trần Hòa Thượng uống cạn chén, từ tốn nói: "Đúng!" Bồ A thấy ông không có vẻ sợ, đành gượng nói: "Có lỗi lầm gì thì hãy nói trước mặt, đừng nói sau lưng."